# Miriam M. Unterlass

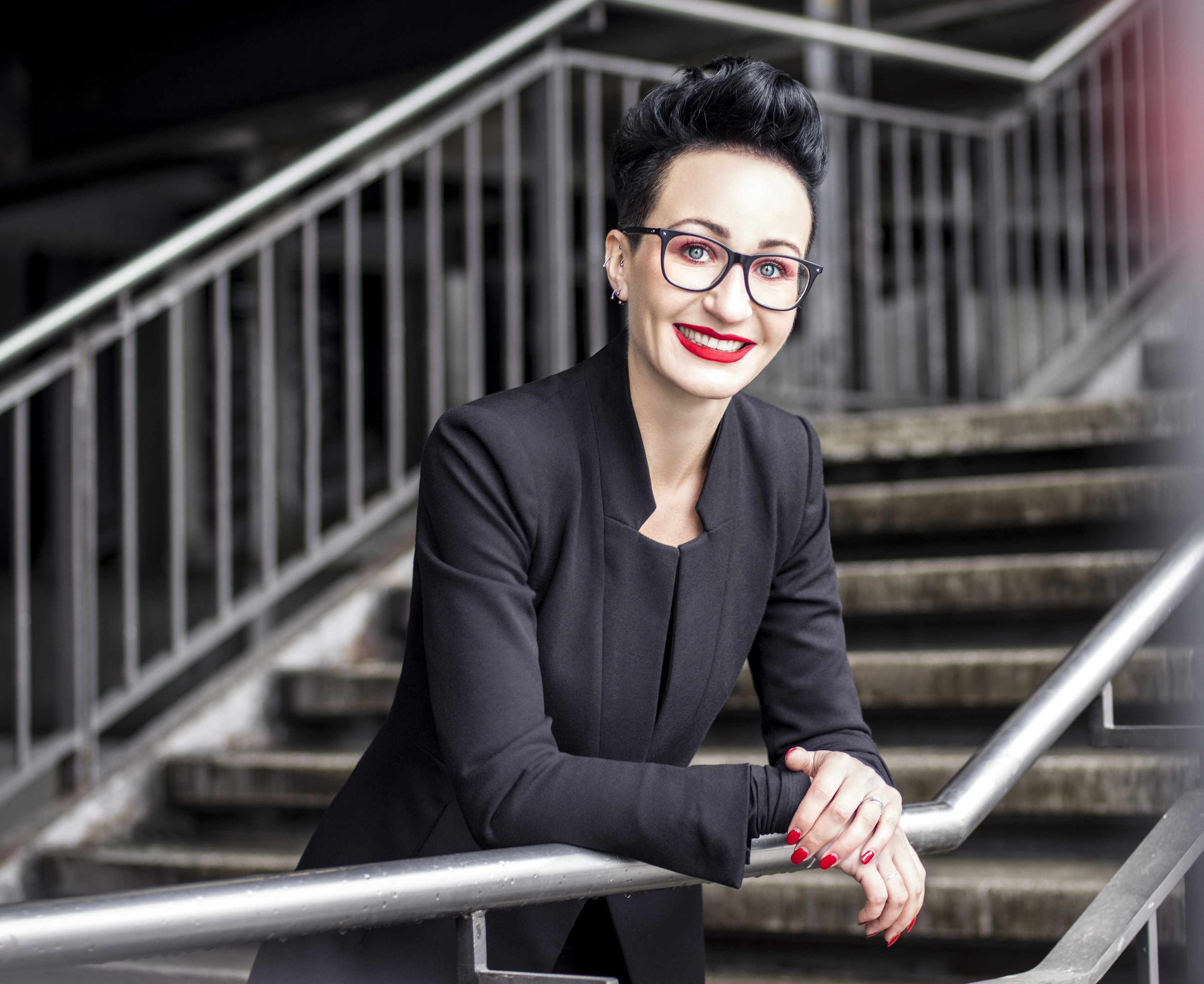
Miriam Unterlass (2019)

Miriam M. Unterlass (* 22. Oktober 1986 in Erlangen) ist eine deutsche Chemikerin und ordentliche Professorin für Festkörperchemie an der Universität Konstanz sowie Leiterin des Fraunhofer-Instituts für Silicatforschung.

## Leben und Wirken
Miriam M. Unterlass studierte Chemie, Verfahrenstechnik und Materialwissenschaften in Würzburg, Southampton, und Lyon. Danach promovierte sie mit der Arbeit From monomer salts and their tectonic crystals to aromatic polyimides: development of neoteric synthesis routes am Max-Planck-Institut für Kolloid- und Grenzflächenforschung und machte einen Postdoc an der École supérieure de physique et de chimie industrielles de la ville de Paris. 2013 startete sie als unabhängige Gruppenleiterin an der Technische Universität Wien und habilitierte sich dort in Materialchemie in 2018. 2019 wurde sie dort als Assistenzprofessorin mit Festanstellung. Seit 2018 ist sie Mitglied der Jungen Akademie der Österreichischen Akademie der Wissenschaften. Seit 2021 ist sie ordentliche Professorin für Festkörperchemie an der Universität Konstanz. Sie erhielt in dieser Zeit mehrere Preise und Auszeichnungen, darunter ist der PHÖNIX Preis in der Kategorie „Prototypen“ und die Ernennung zum „Young Talent 2016“ durch die Fachzeitschrift Macromolecular Chemistry and Physics. 2023 erhielt sie den Roy-Somiya Award 2023 der International Solvothermal and Hydrothermal Association (ISHA)  für ihre Beiträge zur solvothermalen und hydrothermalen Forschung. Neben ihrer Rolle als Lehrstuhlinhaberin leitet sie seit  dem 1. Oktober 2024 das Fraunhofer-Institut für Silicatforschung ISC in Würzburg.